# Аул Хамита Ергалиева
Хамита Ергалиева (каз. Хамит Ерғалиев, до 1999 года — Новобога́тинское) — аул в Исатайском районе Атырауской области Казахстана. Административный центр Камыскалинского сельского округа. Находится примерно в 18 км к северо-востоку от села Аккистау, административного центра района, на высоте 12 метров ниже уровня моря. Код КАТО — 234243100.
Примерно в 5 км к северо-западу от села находится пересыхающее солёное озеро Жалтыр.

## Население
В 1999 году население аула составляло 3347 человек (1682 мужчины и 1665 женщин). По данным переписи 2009 года, в ауле проживало 3451 человек (1742 мужчины и 1709 женщин).

## Известные жители и уроженцы
- Ергалиев, Хамит (1916-1997) — Народный писатель Казахской ССР
- Идрисов, Мухтау  (1932-) — Герой Социалистического Труда